# Adam Gierek
Pour les articles homonymes, voir Gierek.
Adam Gierek, né le 17 avril 1938 à Zwartberg, aujourd'hui quartier de Genk, Belgique, professeur émérite à l'École polytechnique de Silésie, est une personnalité politique polonaise membre de l'Union du travail, ancien sénateur (2001-2004) et depuis 2004 député européen membre du groupe Socialistes et Démocrates (S&D).

## Biographie
Au sein du Parlement européen, il est membre de :
- Commission de l'industrie, de la recherche et de l'énergie ;
- Délégation aux commissions de coopération parlementaire UE-Kazakhstan, UE-Kirghizistan et UE-Ouzbékistan et pour les relations avec le Tadjikistan, le Turkménistan et la Mongolie ;
- Délégations pour les relations avec l'Afrique du Sud

Il est le fils d'Edward Gierek.